# Cremastus graecus
Cremastus graecus là một loài tò vò trong họ Ichneumonidae.